# .be
.be è il dominio di primo livello nazionale assegnato al Belgio.
Originariamente amministrato dalla Katholieke Universiteit Leuven, nel 2000 la gestione è passata in mano all'organizzazione non a scopo di lucro DNS Belgium (fino al 2013 chiamata DNS.be).
Ad aprile 2023 sono stati registrati oltre 1 700 000 domini.
Nel 2009 YouTube ha registrato il dominio youtu.be a fini di abbreviazione degli URL.